# Иксиолирион татарский
Иксиолирион татарский (лат. Ixiolirion tataricum) — вид травянистых растений рода Иксиолирион (Ixiolirion) семейства Иксиолирионовые (Ixioliriaceae).

## Ботаническое описание

Цветки

Многолетние травянистые растения, полностью гладкие. Клубнелуковица яйцевидная, одетая перепончатыми бурыми влагалищами, 1,5—2,5 см длиной. и 1—1,5 см толщиной. Стебель прямой или несколько изогнутый, облиственный, при основании одетый перепончатым влагалищем, 15—35 см высотой. Листья линейные, тонко-заострённые, скученные преимущественно в нижней части стебля, нижние — 12—25 см длиной и 2—5 мм шириной, верхние — более короткие.
Цветки на цветоножках в числе 2—5 на верхушке стебля. Околоцветник синевато-лиловый, наружные доли его ланцетовидные, на верхушке вдоль сложенные и оттого острые, внутренние такой же длины, но немного шире их, эллиптически-ланцетовидные или продолговато-эллиптические, коротко-заострённые или туповатые, с 3 жилками, 18—30 мм длиной и 6—7 мм шириной. Тычинки супротивные внутренним лепесткам, немного короче их и почти равны столбику; пыльники 4—6 мм длиной и 1—1,5 мм шириной. Завязь продолговато-обратнояйцевидная, 4—6 мм длиной.

## Распространение и экология
Кавказ, Западная и Средняя Азия, юг Западной Сибири (Алтай), северо-запад Южной , центральной Азии (Кыргызстан, кеминский район село Кызыл-Суу , Восточной Азии (Синьцзян). Обитает на открытых каменистых склонах холмов и сопок, в равнинных и пустынных степях.

## Синонимы
- Alstroemeria montana (Labill.) Ker Gawl. (1817)
- Alstroemeria triflora Griff. (1851)
- Amaryllis montana Labill. (1791)
- Amaryllis tatarica Georgi (1800), nom. illeg.
- Amaryllis tatarica Pall. (1776)basionym
- Ixiolirion ledebourii Fisch. & C.A.Mey. (1841)
- Ixiolirion macranthum Baker (1888)
- Ixiolirion montanum (Labill.) Herb. ex Roem., Schult. & Schult.f. (1829) — Иксиолирион горный
- Ixiolirion pallasii Fisch. & C.A.Mey. ex Ledeb. (1852), nom. superfl.
- Ixiolirion sintenisii Leichtlin (1892)
- Ixiolirion tataricum var. intermedium Regel (1868)
- Ixiolirion tataricum var. ledebourii (Fisch. & C.A.Mey.) Regel (1868)
- Ixiolirion tataricum subsp. ledebourii (Fisch. & C.A.Mey.) Krylov (1929)
- Ixiolirion tataricum subsp. montanum (Labill.) Takht. (1972)